# Andrew Roachford
Andrew Roachford (ur. 22 stycznia 1965, Londyn) – brytyjski wokalista i autor piosenek. Wszechstronnie uzdolniony artysta, odkrycie gwiazdy muzyki R&B Terence’a Trenta D’Arby'ego. Największe przeboje Roachforda to „Cuddly Toy” oraz „Family Man”. Roachford był pierwszym wokalistą, który podpisał kontrakt z wytwórnią płytową Columbia Records na nagranie aż siedmiu longplayów. Albumy Roachford (1988), Get Ready! (1991), Permanent Shade of Blue (1994) i Feel (1997) uzyskały w Wielkiej Brytanii status złotych płyt. Artysta komponuje, pisze teksty i poezję. Mówi się o nim, że niezależnie, w jakiej dziedzinie sztuki przyjdzie mu się poruszać, zawsze odniesie sukces.

## Dyskografia
- Roachford (1988)
- Get Ready! (1991)
- Permanent Shade of Blue (1994)
- Feel (1997)
- The Roachford Files (2000)
- Heart of the Matter (2003)
- The Very Best of Roachford (2005)
- Word of Mouth (2005)
- Where I Stand (2011)
- Addictive (2011)
- The Beautiful Moment (2013)